# Rittmeister

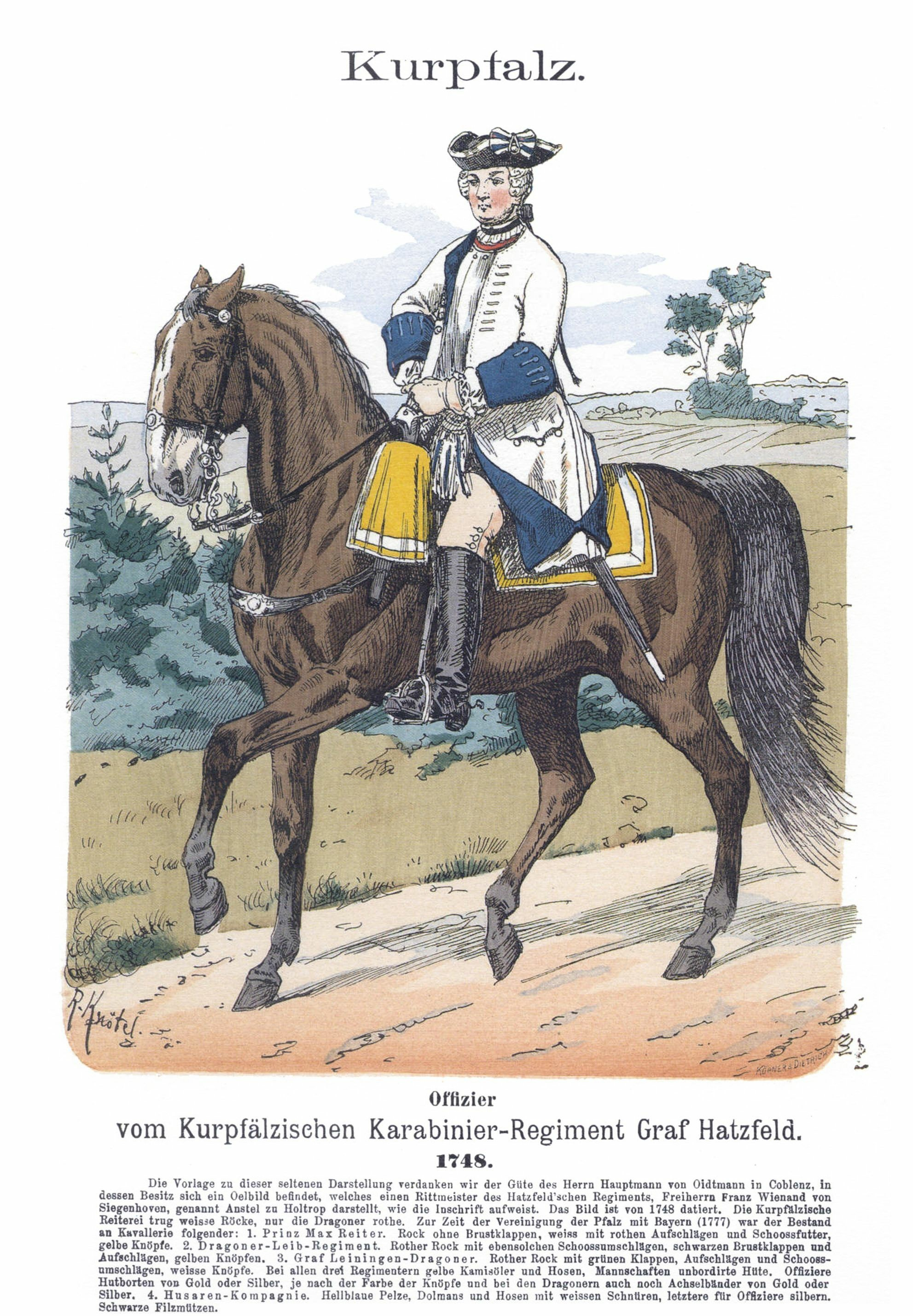
Rittmeister do Regimento de Carabineiros "Conde Hatzfeld", 1748

O Rittmeister ("mestre de cavalaria" ou "mestre de equitação" no alemão e nas línguas escandinavas) é ou foi uma patente militar de um oficial de cavalaria comissionado nos exércitos da Alemanha, Áustria-Hungria, Noruega, Suécia, Dinamarca e alguns outros países. Um Rittmeister é normalmente encarregado de comandar um esquadrão (uma unidade do tamanho de companhia ou de batalhão dependendo do exército) e é o equivalente da cavalaria ao posto de Hauptmann (capitão) da infantaria. Os vários nomes deste posto em diferentes idiomas (todos germânicos, além do estoniano) foram:
- em sueco:  ryttmästare
- em dinamarquês:  ritmester
- em norueguês:  rittmester (bokmål; ritmester foi usado até 1907) ou rittmeister (nynorsk)
- em alemão:  Rittmeister
- em estoniano:  rittmeister

O equivalente holandês (Ritmeester) ainda é a designação oficial para oficiais nos ramos de cavalaria do Exército Real Holandês.
A classificação norueguesa, rittmester/rittmeister, ainda serve como designação oficial para oficiais nos ramos de infantaria blindada e mecanizada do Exército Norueguês. Na Suécia, a classificação era conhecida como ryttmästare, e na Dinamarca (até 1951) como ritmester . A ortografia ritmester foi usada em norueguês até 1907.
Os exércitos da Polônia, Finlândia, Lituânia e Rússia adotaram o termo germânico para alguém de posição semelhante:
- em polonês/polaco:  rotmistrz,
- em finlandês:  ratsumestari,
- em lituano:  rotmistras,
- em russo:  ротмистр (rotmistr).

No exército polonês do século 15 a meados do século 20, um rotmistrz comandava uma formação chamada "rota". No entanto, um rotmistrz de hussardos era um comandante de entre 100 e 180 hussardos, com um tenente de hussardos como seu segundo em comando. O termo lituano era rotmistras.  Antigamente, o rotmistrz servia como comandante de uma companhia de infantaria ou cavalaria, embora às vezes ele recebesse temporariamente tarefas de classificação de campo, por exemplo, comandar um regimento inteiro ou até mesmo uma formação maior. Na cavalaria, a patente continuou existindo até 1945 como um título de nível de companhia. Aplicado ao comandante de uma tropa, equivalia a um capitão moderno.
A patente também existiu nos exército imperial russocomo rotmistr (ротмистр) e posteriormente formalizada na Tabela de Patentes como o posto de cavalaria; até 1798, e entre 1883 e 1918, também existia um shtabs-rotmistr (штабс-ротмистр) de escalão inferior, representando as patentes de capitão sênior e capitão júnior na cavalaria da guarda imperial russa, cavalaria do exército, gendarmaria e guardas de fronteira em 1914.
Nas forças militares britânicas e da Commonwealth, um Riding Master é uma nomeação, não um posto. No Regimento de Cavalaria Domiciliar, um warrant officer adequado nas fileiras de instrutores de equitação é comissionado nas fileiras. A duração desta nomeação é determinada pelo Tenente-Coronel do Regimento e, uma vez nomeado, o Mestre de equitação é responsável perante o Comandante do Regimento pela formação dos recrutas e remontados.

## Insígnias

### Atuais

Ritmeester(Exército real neerlandês)[5]
Rittmester(Exército da Noruega)[6]

### Antigas

Ritmester(Exército Real Dinamarquês)[7]
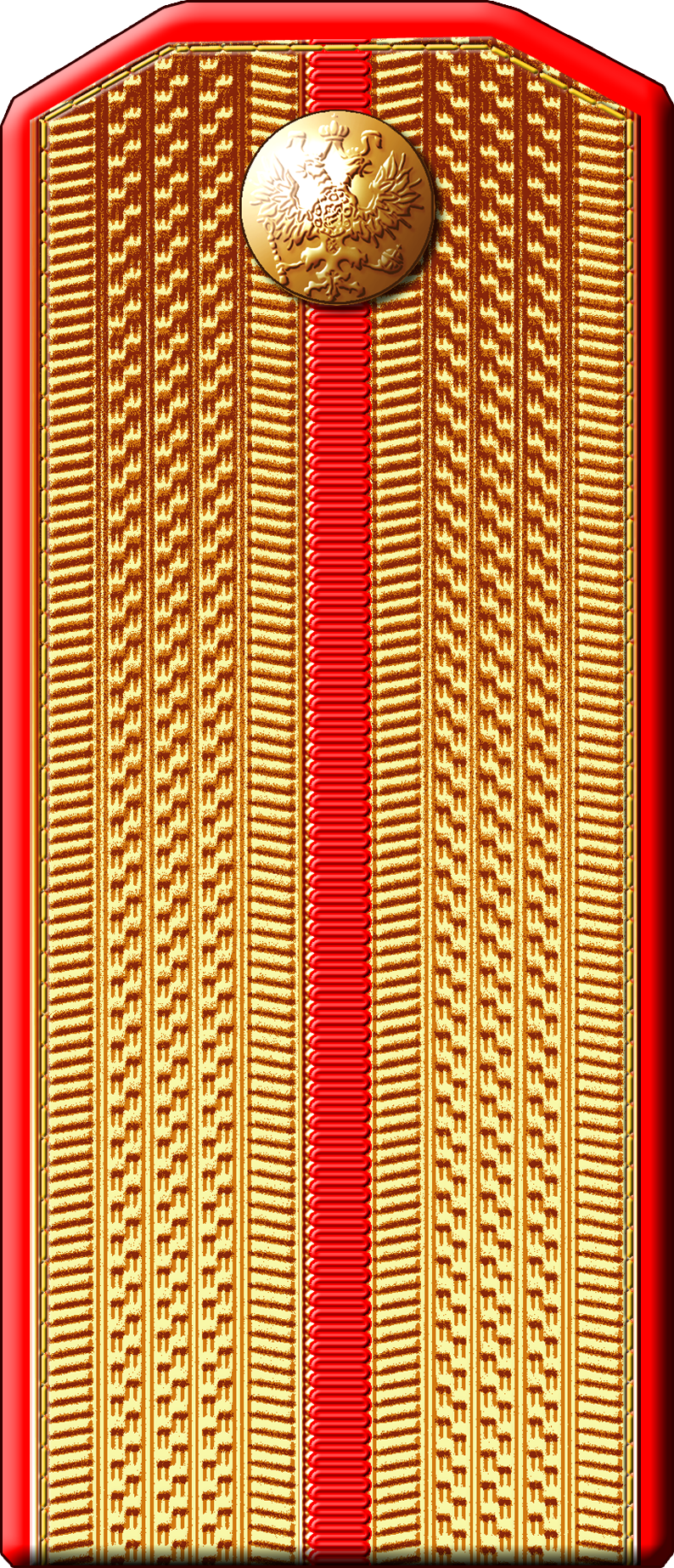
Ротмистр(Exército Imperial Russo)

## Rittmeisters famosos
- Rittmeister Carl Bolle
- Rittmeister Bruno Richter
- Rotmistrz Witold Pilecki
- Rotmistrz Atanazy Miączyński